# Sachs Harbour
Sachs Harbour (Ikaahuk, em inuinnaqtun) é uma Hamlet localizada na Região de Inuvik, Territórios do Noroeste, Canadá. Fica situada na parte sudoeste da Ilha Banks. Sua população é de aproximadamente 104 habitantes (censo de 2021). 
As 2 línguas principais na região são inuinnaqtun e inglês.